# فرد هاوس
فرد هاوس (بالإنجليزية: Fred House)‏ هو لاعب كرة قاعدة أمريكي، ولد في 3 أكتوبر 1890 في كابول في الولايات المتحدة، وتوفي في 16 نوفمبر 1923 في كانساس سيتي في الولايات المتحدة.

## وصلات خارجية
- فرد هاوس على موقعبيزبول رفرنس.كوم (الدوري الرئيسي) (الإنجليزية)
- فرد هاوس على موقعبيزبول رفرنس.كوم (الدوري الثانوي) (الإنجليزية)